# Estnische Koalitionspartei
Die Estnische Koalitionspartei (estnisch Eesti Koonderakond) war von 1991 bis 2000 eine liberale Partei in Estland. Besonders von 1995 bis 1999 prägte die Koalitionspartei in mehreren Regierungen gemeinsam mit ländlich-agrarischen Parteien, die sich später als Estnische Volksunion (Eesti Rahvaliit) zusammenschlossen, die estnische Politik.

## Geschichte, Personen, Programmatik
Die Koalitionspartei wurde kurz nach Wiedererlangung der estnischen Unabhängigkeit am 8. Dezember 1991 gegründet.
Die Koalitionspartei versammelte u. a. frühere KP-Angehörige, die sich nun offiziell zur Sozialen Marktwirtschaft bekannten. Ihr Mitbegründer und langjähriger Vorsitzender war Tiit Vähi (Ministerpräsident 1992 und 1995–1997). Ihm folgte von 1997 bis 1999 als Parteivorsitzender und Ministerpräsident Mart Siimann.
Programmatisch verordnete sie sich als mitte-rechts Partei mit starken liberalen und auch sozialen Tendenzen. In ihrem Programm betonte sie die persönliche Freiheit und Verantwortung. Ab 1998 hatte sie einen Beobachterstatus bei der Liberalen Internationalen inne.

## Wahlen
Erstmals nahm die Koalitionspartei unter dem Dach des Wahlbündnisses Kindel Kodu („Das sichere Haus“) gemeinsam mit der Eesti Maaliit und der Eesti Demokraatlik Õigusliit an der Parlamentswahl 1992 teil. Das Bündnis erhielt 17 von 101 Sitzen im Parlament (Riigikogu), blieb allerdings in der Opposition.
Bei den Parlamentswahlen 1995 erhielt die aus den fünf Parteien Koonderakond, Eesti Maarahva Erakond, Eesti Maaliit, Eesti Pensionäride ja Perede Erakond und Põllumeeste Kogu gebildete gemeinsame Liste Valimisliit Koonderakond ja Maarahva Ühendus (KMÜ) („Wahlbündnis Koalitionspartei und Landvolkvereinigung“) 32 % der Stimmen. Sie erreichte 41 der 101 Sitze im Parlament (Riigikogu) und wurde mit Abstand stärkste Fraktion.
Der Wahlblock führte in den folgenden drei Kabinetten der Ministerpräsidenten Tiit Vähi (Kabinett Vähi II, Kabinett Vähi III) und Mart Siimann (Kabinett Siimann) die Regierung. Zunächst regierte Vähi 1995 in einer Koalition mit der Zentrumspartei (Keskerakond). Noch im selben Jahr brach die Koalition nach einem Abhörskandal um Innenminister Edgar Savisaar auseinander. Das Wahlbündnis regierte dann von 1995 bis 1997 gemeinsam mit der Reformpartei (Reformierakond). 1997 brach auch diese Koalition auseinander. Das Wahlbündnis führte anschließend bis 1999 unter Mart Siimann eine Minderheitsregierung an.
Zu den Parlamentswahlen 1999 spaltete sich das Wahlbündnis auf. Die Eesti Maarahva Erakond erhielt (gemeinsam mit der Eesti Maaliit) nur sieben Mandate, die Koonderakond (gemeinsam mit der EPPE) ebenfalls sieben. Die Parteien gingen in die Opposition.
Im August 2000 spaltete sich der Politiker und ehemalige Parlamentspräsident Ülo Nugis mit seinen Anhängern von der Partei ab und gründete eine eigene Partei. Die Koalitionspartei zeigte daraufhin starke Auflösungstendenzen. Sie wurde offiziell im November 2002 aufgelöst.

## Parteivorsitzende
1991/1992: Jaak Tamm

1992/1993: Peeter Lorents

1993: Riivo Sinijärv

1993–1997: Tiit Vähi

1997–1999: Mart Siimann

1999/2000: Andrus Öövel

2000–2002: Märt Kubo